# ㅂ
ㅂ (bieup - 비읍) là một phụ âm của tiếng Triều Tiên. Unicode của ㅂ là U+3142. Khi chuyển tự Hangeul sang Romaja nó tương ứng với chữ "B" hoặc chữ "P" tùy trường hợp.

## Giao tiếp đại diện khác
| Loại                  | Loại             | Letter | Unicode | HTML     |
| --------------------- | ---------------- | ------ | ------- | -------- |
| Tương thích Jamo      | Tương thích Jamo | ㅂ     | U+3142  | &#12610; |
| Hangul Jamo vùng      | Chữ đầu          | ᄇᅠ     | U+1107  | &#4359;  |
| Hangul Jamo vùng      | Chữ cuối         | ᅟᅠᆸ     | U+11B8  | &#4536;  |
| Hanyang sử dụng riêng | Chữ đầu          |        | U+F7AE  | &#63406; |
| Hanyang sử dụng riêng | Chữ cuối         |        | U+F8B9  | &#63673; |
| Nửa chiều rộng        | Nửa chiều rộng   | ﾲ      | U+FFB2  | &#65458; |